# Johann August Grunert

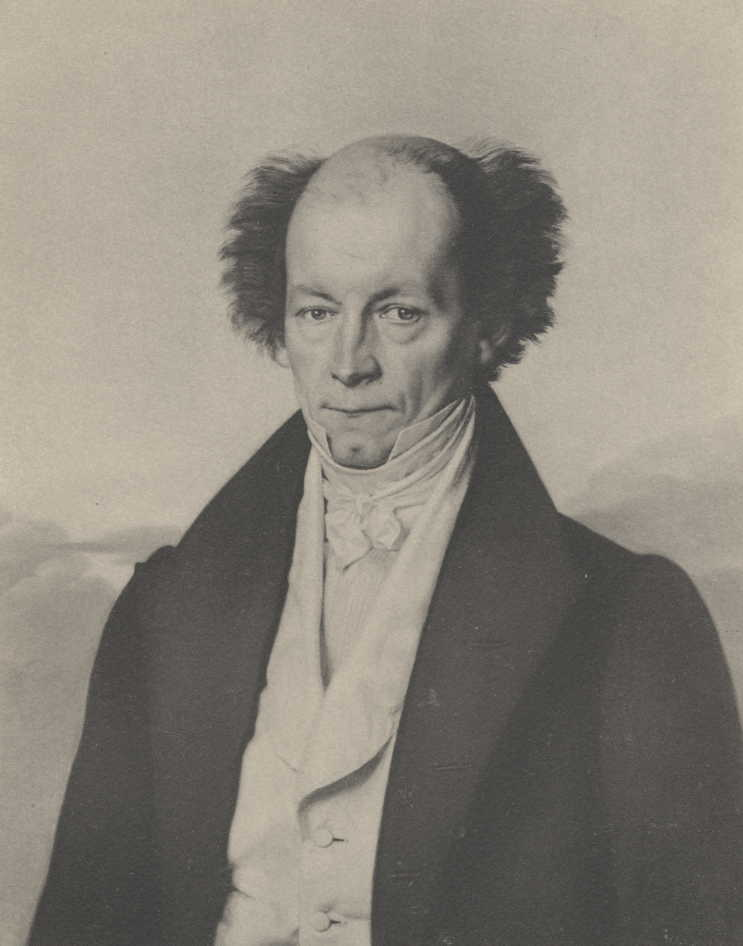
Johann August Grunert im Jahre 1838, gemalt von Wilhelm Titel

Johann August Grunert (* 7. Februar 1797 in Halle (Saale); † 7. Juni 1872 in Greifswald) war ein deutscher Mathematiker.

## Leben
Grunert begann 1815 an der Universität Halle Architektur zu studieren, doch begeisterte ihn der Unterricht bei Johann Friedrich Pfaff für die Mathematik. Nach einem Studienaufenthalt bei Carl Friedrich Gauß in Göttingen kehrte er nach Halle zurück, wo er 1820 promovierte. Von 1821 bis 1828 war er als Lehrer am Gymnasium in Torgau, dann bis 1833 in Brandenburg tätig und wurde 1833 ordentlicher Professor der Mathematik an der Universität Greifswald, wo er bis an sein Lebensende blieb.
Er lehrte auch an der Landwirtschaftlichen Akademie Eldena. Seit 1842 war er korrespondierendes Mitglied der Bayerischen Akademie der Wissenschaften.
Seine mathematischen Lehrbücher für obere und mittlere Klassen höherer Lehranstalten wurden mehrmals aufgelegt, er war auch Herausgeber des Archiv der Mathematik und Physik (Greifswald 1841 ff.). Im 55. Band des Archivs erschien eine Biographie Grunerts von Curtze.

## Schriften
- Die Kegelschnitte (Leipzig 1823)
- Die Statik fester Körper (Halle 1826); Supplemente zu Klügels
- Wörterbuch der reinen Mathematik (Leipzig 1833–1836, 2 Bde.), das er auch von T an zu Ende führte
- Elemente der Differential- und Integralrechnung (Leipzig 1837, 2 Tle.) Digitalisat
- Elemente der ebenen, sphärischen und sphäroidischen Trigonometrie (Leipzig 1837)
- Leitfaden für den ersten Unterricht in der höhern Analysis (Leipzig)
- Elemente der analytischen Geometrie (Leipzig 1839, 2 Bde.)
- Lehrbuch der Mathematik und Physik für staats- und landwirtschaftliche Lehranstalten (Leipzig 1841–50, 3 Bde.)
- Optische Untersuchungen (Leipzig 1846–51, 3 Bde.)
- Beiträge zur meteorologischen Optik und zu verwandten Wissenschaften (Leipzig 1850, Teil 1)
- Loxodromische Trigonometrie (Leipzig 1849)
- Geometrie der Ebene und des Raums (Greifswald 1857)
- Theorie der Sonnenfinsternisse (Wien 1855)